# Ricardo Aparecido Tavares
Ricardo Aparecido Tavares (* 23. April 1987 in São Paulo), auch bekannt als Rick, ist ein ehemaliger brasilianischer Fußballspieler.

## Karriere
Rick begann seine Karriere 2006 beim japanischen Zweitligisten Tokyo Verdy. 2007 kehrte er nach Brasilien zurück und unterschrieb einen Vertrag bei SE Palmeiras. 2008 wechselte er zu EC São Bento. Danach spielte er bei Marília AC, ADRC Icasa und Guarany SC. 2014 wechselte er zum portugiesischen AD Lousada. 2015 beendete er seine Karriere als Fußballspieler.